# Elvia Carrillo Puerto

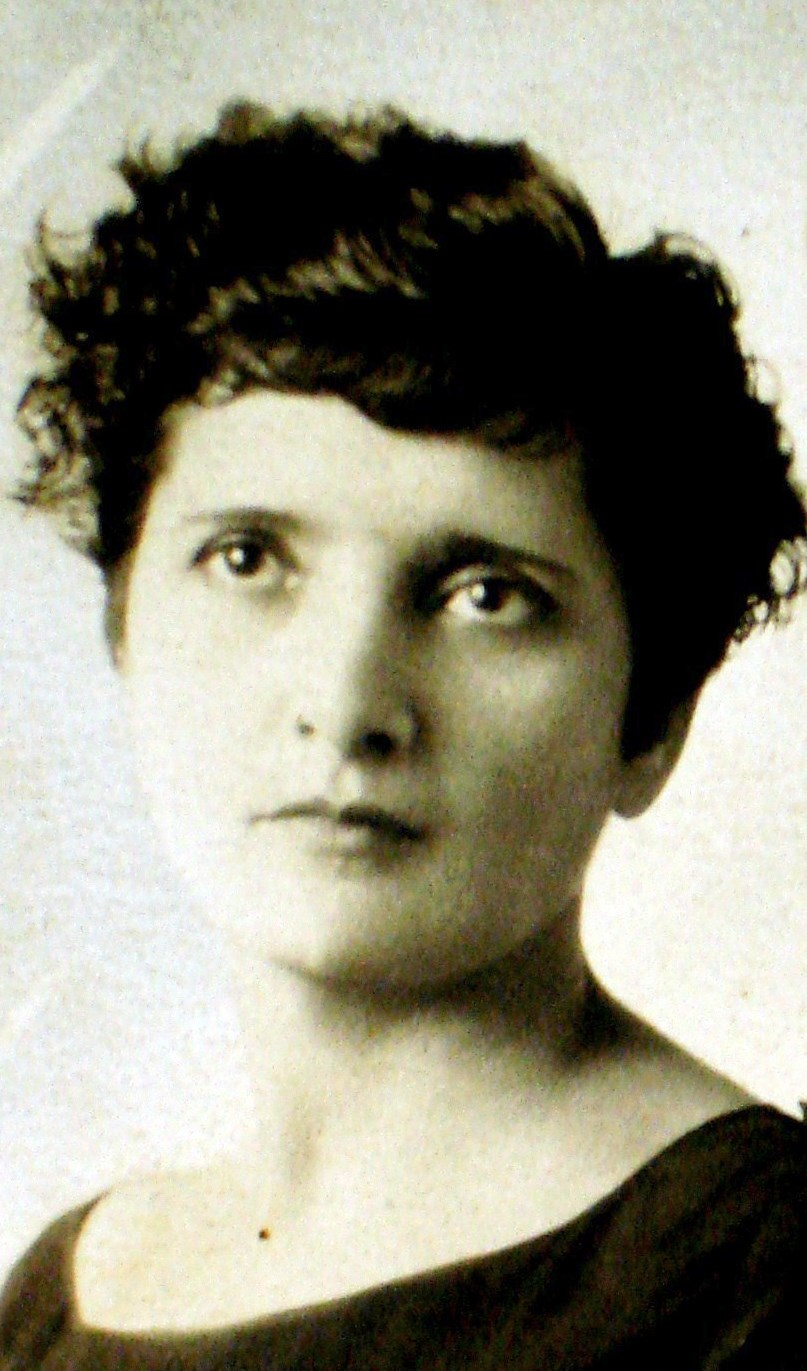
Elvia Carrillo Puerto

Elvia Carrillo Puerto, född 6 december 1878, död 15 april 1968, var en mexikansk politiker (socialist) och kvinnorättsaktivist.
Hon var född fattig och blev tidigt engagerad i den mexikanska socialistiska arbetarrörelsen. Då hon inte tyckte sig möta mycket intresse för kvinnors rättigheter i den annan än indirekt, engagerade hon sig även i kvinnorörelsen. Hon grundade Mexikos första kvinnoorganisation år 1912, och dess mest betydande, Liga Rita Cetina Gutierrez år 1919. Denna bekämpade bland annat prostitution, vidskepelse och fanatism, grundade ett statligt barnhem, inspekterade sjukhus och andra offentliga institutioner och förespråkade preventivmedel. Hon engagerade sig också för ursprungsbefolkningens rättigheter, särskilt för maya-kvinnor. När hennes hemprovins Yucatán införde lokal rösträtt och valbarhet för kvinnor, ställde hon upp i valet och blev 1923 Mexikos första kvinnliga parlamentsledamot så som representant för Yucatán. 